# Panaï
Panaï est une localité du Cameroun située dans le département du Mayo-Tsanaga et la Région de l'Extrême-Nord, à proximité de la frontière avec le Nigeria. Elle fait partie de la commune de Hina et du canton de Hina rural.

## Population
En 1966-1967, la localité comptait 158 habitants, pour la plupart des Daba. À cette date, un marché hebdomadaire régional s'y tenait chaque lundi, ainsi qu'un marché d'arachide. 
Lors du recensement de 2005, on y a dénombré 2 529 personnes.